# Arnex-sur-Nyon
Arnex-sur-Nyon is een gemeente en plaats in het Zwitserse kanton Vaud, en maakt deel uit van het district Nyon.
Arnex-sur-Nyon telt 106 inwoners.